# Technicolor (álbum de Marlango)
Technicolor es el séptimo álbum de estudio del grupo Marlango.

## Sinopsis
El material discográfico contiene 12 temas, compuestos por Leonor Watling y Alejandro Pelayo

## Canciones del disco
| N.º | Título                                    | Escritor(es)                     | Duración |  |
| 1.  | «El beso robado»                          | Leonor Watling, Alejandro Pelayo | 3:01     |  |
| 2.  | «Un momento perfecto» (con David Aguilar) | Leonor Watling, Alejandro Pelayo | 4:24     |  |
| 3.  | «Gracias porvenir»                        | Leonor Watling, Alejandro Pelayo | 3:58     |  |
| 4.  | «Poco a poco» (con Coque Malla)           | Leonor Watling, Alejandro Pelayo | 3:53     |  |
| 5.  | «Los desertores»                          | Leonor Watling, Alejandro Pelayo | 4:43     |  |
| 6.  | «El veneno»                               | Leonor Watling, Alejandro Pelayo | 3:10     |  |
| 7.  | «Lo que no te digo»                       | Leonor Watling, Alejandro Pelayo | 4:09     |  |
| 8.  | «Baila»                                   | Leonor Watling, Alejandro Pelayo | 3:08     |  |
| 9.  | «Alza el vuelo»                           | Leonor Watling, Alejandro Pelayo | 3:30     |  |
| 10. | «Dime que llegaremos lejos»               | Leonor Watling, Alejandro Pelayo | 3:03     |  |
| 11. | «Poco a poco (Versión original)»          | Leonor Watling, Alejandro Pelayo | 3:37     |  |
| 12. | «Veinte años»                             | Leonor Watling, Alejandro Pelayo | 2:42     |  |

## Créditos y personal
- Productor: Vincent Huma
- Chelo: Marta Mulero Vinuesa
- Batería: Gonzalo Burrueta, Gonzalo Maestre, Álex Moreno
- Trompeta, Trombón: Tony Molina
- Vibrafón: Martin Gersha
- Violín: Elina Sitnikava